# Kazimierz Wieczorkowski
Kazimierz Wieczorkowski (ur. 1950 w Toruniu) – polski pracownik naukowy: informatyk i pedagog Uniwersytetu Mikołaja Kopernika w Toruniu (1997–2011), Wyższej Szkoły Informatyki w Łodzi (2000 – 2018) i Szkoły Wyższej im. Pawła Włodkowica w Płocku. Prekursor rozwijania technologii nauczania na odległość (od 1992), założyciel i kierownik Centrum Telematyki i Nauczania na Odległość przy UMK w Toruniu (1994–97).

## Życiorys
Szkołę podstawową ukończył w 1964 w Toruniu. W latach 1964–69 uczęszczał do Technikum Mechaniczno-Elektrycznego w Toruniu. W latach 1969–74 studiował automatykę i przetwarzanie danych na Wydziale Elektroniki Politechniki Gdańskiej.
W latach 1974–76 pracował w Instytucie Maszyn Matematycznych Oddział w Toruniu jako programista w Pracowni Metod Numerycznych. W latach 1976–77 ukończył Podyplomowe Studia Automatyki u prof. dra hab. Anatola Gosiewskiego w Instytucie Automatyki Politechniki Warszawskiej.
Od 1976 r. współtworzył Ogólnouczelniany Ośrodek Obliczeniowy na Uniwersytecie Mikołaja Kopernika w Toruniu i pracował jako kierownik Działu Minikomputerów a następnie jako Kierownik Działu Oprogramowania.
W latach 1993–97 utworzył i prowadził pierwsze w Polsce Uniwersyteckie Centrum Telematyki i Nauczania na Odległość. Po uzyskaniu doktoratu na Wydziale Humanistycznym UMK w Toruniu w 1996 roku rozpoczął pracę naukową w Zakładzie Technologii Kształcenia w Instytucie Pedagogiki UMK, zajmując się badaniami w zakresie multimediów i wykorzystania technologii sieci komputerowej w kształceniu zdalnym (do 2011 roku). Napisał tam ponad 60 prac na temat zastosowań informatyki w edukacji.
Był sekretarzem Polskiego Towarzystwa Cybernetycznego (O/Toruński), organizacji Telecottage Poland (w ramach Telecottage International)

## Współpraca zagraniczna
- Szamalk w Budapeszcie
- Uniwersytet w Rostoku, Rechenzentrum
- Uniwersytet w Oldenburgu, Rechenzentrum TEMPUS JEP 4341 „Telematic in Rural Development” (1993-1995) pod kierunkiem prof. dr hab. A. Kalety (Instytut Socjologii UMK)
- Agriculture College w Odensee (1993)
- Akademia Rolnicza w Tartu (1993)
- Akademia Rolnicza, Wydział Ekonomii w Jelgawie (1993)
- Uniwersytet w Trondheim (konferencja Teleteaching'93)
- Uniwersytet w Poitiers Centrum Audiowizualne, TEMPUS JEP 3203 "Satellite tools for Distance Learning" (1993-94)

## Praca dydaktyczna
- Uniwersytet Mikołaja Kopernika, Instytut Pedagogiki (Multimedia, Sztuczna inteligencja), Wydział Nauk Ekonomicznych (Programowanie w języku C++)
- Wyższa Szkoła Techniczna w Legnicy (O/ Włocławek) Architektura komputerów
- Zachodniopomorska Szkoła Biznesu w Szczecinie (O/ Włocławek)
- Wyższa Szkoła Informatyki w Łodzi, Wydział Zamiejscowy we Włocławku (Architektura komputerów, Algorytmy i programowanie, Bazy danych, Sieci komputerowe, Systemy Operacyjne, Bezpieczeństwo sieci Komputerowych, Sztuczna inteligencja)
- Wyższa Szkoła Gospodarki w Bydgoszczy, Wydział Techniczny w Toruniu (Wprowadzenie do mechatroniki, Teoria sterowania, Sztuczna inteligencja)
- Wyższa Szkoła Bankowa w Toruniu (Bezpieczeństwo Sieci Komputerowych)
- Szkoła Wyższa im. Pawła Włodkowica, Wydział Informatyki w Płocku (Bazy danych, Inżynieria oprogramowania, Sztuczna inteligencja)

## Wybrane publikacje
- 1995 – Telematyczne metody w edukacji na dystans, Toruńskie Studia Dydaktyczne, rok IV (8), Toruń 1995, s. 51.[3]
- 1996 –  Kształcenie na dystans z wykorzystaniem sieci komputerowej, Wyd. Centralnego Ośrodka Doskonalenia Nauczycieli, Warszawa, 1996, 54 s.
- 1996 –  Warunki rozwoju kształcenia na dystans, Kultura i Edukacja, Nr 3, 1996, s. 109-131.
- 1996 –  Nowe metody w nauczaniu na dystans, cz. I, Komputer w szkole, 1996, Nr 5, s. 6-20.
- 1996 – Nowe metody w nauczaniu na dystans, cz. II, Komputer w szkole, 1996, Nr 6, s. 6-22.
- 1996 – Środki kształcenia na dystans, Edukacja Dorosłych, nr 3, 1996, s. 93-122.
- 1997 – Edukacyjna współpraca grupowa w sieci komputerowej, [w:] Strykowski W. (red.) Media a Edukacja, Wyd. Empi2, Poznań, 7-9. 04.1997, s. 289-298.
- 1997 –  Edukacyjny serwer dla kształcenia na odległość, Informatyka w Szkole XIII, 1997, Lublin, s. 402-412.
- 1997 – Informatyczne metody w kształceniu na dystans. Sprawozdanie z badań, Neodidagmata, t. XXIII, 1997, s. 129-156.
- 1997 – Systemy wyszukiwania informacji wizualnej [w:] Sysło M. (red.) Informatyka w Szkole XIV, Lublin 1997, s. 393-401
- 1998 –  Edukacyjne sieci komputerowe [w:] Daniłowicz Cz. (red.) Multimedialne i sieciowe systemy informacyjne, Wrocław 1998, s. 227-235.
- 1998 –  Komputerowe systemy wspomagania nauczania i egzaminowania [w:] Strykowski W. (red.) Media a Edukacja 2, Poznań 1998, s. 525-542
- 1998 –  Nowe technologie w samokształceniu, Studia Edukacyjne, 1998, Nr 4, s. 121-134.
- 1999 –  Trójwymiarowa wizualizacja komputerowa w zastosowaniach naukowych i edukacyjnych, Neodidagmata, 1999, t. XXIV, s. 143-160.
- 1999 –  Medialne za i przeciw, Amicus, 1999, Nr 5, s. 11-15
- 2000 –  Komputerowe metody w badaniach edukacyjnych. Edukacja. Studia. Badania. Innowacje, 2000, s. 52-67.
- 2000 –  Metody interakcyjne w zespołowym kształceniu dorosłych, Edukacja Dorosłych, 2000, Nr 4, s. 93-105.
- 2001 –  Metody komputerowego przetwarzania tekstów w języku naturalnym, Kognitywistyka i Media w Edukacji, 2001, Nr 2 (5), s. 207-226.
- 2002 –  Kształcenie na odległość w Norwegii, Edukacja Otwarta, 2002, nr 1-2, s. 107-120.
- 2002 –  Metoda projektów w kształceniu pedagogów, Teraźniejszość, człowiek, edukacja, 2002, nr 3(19), s. 65-80.
- 2002 – Metody reprezentacji wiedzy pedagogicznej dla potrzeb komputerowego przetwarzania w procesie kształcenia aktywnego, Forum Oświatowe, 2002, nr 2, s. 139-156.
- 2002 –  Cyberprzestrzeń i cyberkultura, Kultura i Edukacja, 2002, nr 3-4, s. 104-121.
- 2002 – Zasady dydaktyki ogólnej w kształceniu na odległość, [w:] T. Lewowicki, B. Siemieniecki (red.), Rola i miejsce technologii informacyjnej w okresie reform edukacyjnych w Polsce, Wyd. A. Marszałek, Toruń, 2002, s. 173-183.
- 2003 – Grafika komputerowa w edukacji, Encyklopedia Pedagogiczna XXI wieku, Wydawnictwo Żak, Warszawa, 2003, s. 106-113.
- 2003 – Interakcja człowieka z komputerem, Encyklopedia Pedagogiczna XXI wieku, Wydawnictwo Żak, Warszawa, 2003, s. 399-404
- 2003 – Internet, Encyklopedia Pedagogiczna XXI wieku, Wydawnictwo Żak, Warszawa, 2003, s. 413- 420.
- 2003 – Komputer jako środek stymulowania twórczości, Forum Oświatowe 2003, nr 2, s. 113-136.
- 2003 – Komputerowe wspomaganie badań jakościowych w pedagogice, Forum Oświatowe, 2003, nr (28), s. 143-159.
- 2003 – Komputerowe przetwarzanie informacji na potrzeby edukacji, Wychowanie na co dzień, 2003, cz. I – nr 6, s. 20-24, cz. II – nr 7-8, s. 30-35.
- 2003 – Multimedialne bazy danych w edukacji, Kognitywistyka i Media w Edukacji, 2003, nr 1-2(7), s. 27-47.
- 2003 – Komputerowe środki aktywizujące w nauczaniu problemowym, Neodidagmata, t. XXV-XXVI, 2003, s. 69-86.
- 2003 – Edukacyjne bazy danych i systemy wyszukiwania informacji [w:] T. Lewowicki, B. Siemieniecki (red.), Współczesna technologia informacyjna i edukacja medialna, Wydawnictwo Adam Marszałek, Toruń, 2004, s. 503-528.
- 2004 – Media w procesie kształcenia i samokształcenia, [w:] Encyklopedia Pedagogiczna XXI wieku, pod red. T. Pilcha, Wydawnictwo Żak, Warszawa, 2004, s. 113-121.
- 2004 – Nauczanie instruktażowe, [w:] Encyklopedia Pedagogiczna XXI wieku, pod red. T. Pilcha,  Wydawnictwo Żak, Warszawa, 2004, s. 514-520.
- 2004 – Nauczanie treningowe, [w:] Encyklopedia Pedagogiczna XXI wieku, pod red. T. Pilcha, Wydawnictwo Żak, Warszawa, 2004, s. 544-548.
- 2004 – Oprogramowanie edukacyjne, [w:] Encyklopedia Pedagogiczna XXI wieku, pod red. T. Pilcha, Wydawnictwo Żak, Warszawa, 2004, s. 868-876.
- 2004 – Podręcznik multimedialny, Ruch Pedagogiczny, 2004, nr 1-2, s. 62-76
- 2004 – Elektroniczne biblioteki, Edukacja Dorosłych, 2004, nr 3-4, s. 103-120.
- 2004 – Nauczanie instruktażowe z wykorzystaniem komputerów, Forum Oświatowe, 2004, nr 2(31), s. 179-196.
- 2004 – Nauczanie aktywne w świetle teorii działania komunikacyjnego Jűrgena Habermasa, Forum Oświatowe, 2004, nr 2(31), s. 155-178.
- 2005 – Inteligentny agent programowy w zastosowaniach edukacyjnych, Zeszyty Naukowe Wyższej Szkoły Informatyki w Łodzi, 2005, vol. 4, nr 1, s. 95-105.
- 2006 – Rozpoznawanie obrazów [w:] T. Pilch (red.), Encyklopedia Pedagogiczna XXI wieku, t. V. R-St, Oficyna Akademicka Żak, Warszawa 2006, s. 453-463.
- 2006 – Środki komunikacji sieciowej w edukacji międzykulturowej, Forum Oświatowe, 2006 nr 1(34), s. 123-139.
- 2007 – Fotografia dokumentacyjna jako środek dydaktyczny, Forum Oświatowe, 2007, nr 2(37), s. 141-164.
- 2007 – Telewizja, (w:) Encyklopedia Pedagogiczna XXI wieku, pod red. J. Pilcha, Oficyna Akademicka Żak, Warszawa, 2007, s. 546-556.
- 2007 – Sztuczna inteligencja, (w:) Encyklopedia Pedagogiczna XXI wieku, t. 6, pod red. J. Pilcha, Oficyna Akademicka Żak, Warszawa, 2007, s. 326-342.
- 2007 – Funkcje środków masowego przekazu w edukacji i obszary manipulacji medialnej (w:) B. Siemieniecki (red.), Manipulacja Media Edukacja, Wydawnictwo A. Marszałek, Toruń, 2007, s. 311-323.
- 2007 –  Technologie audiowizualne w kulturze popularnej (w:) Wybrane aspekty technologii informacyjnej w edukacji, Wydawnictwo A. Marszałek, Toruń, 2007, s. 222-240.
- 2008 – Biblioteki cyfrowe, (w:) W. Kwiatkowska (red.) Edukacja czytelnicza i medialna, Wydawnictwo Naukowe Uniwersytetu Mikołaja Kopernika, Toruń, 2008, s. 51-62.
- 2008 – Usługi sieci komputerowej, (w:) W. Kwiatkowska (red.) Edukacja czytelnicza i medialna, Wydawnictwo Naukowe Uniwersytetu Mikołaja Kopernika, Toruń, 2008, s. 117-136.
- 2008 – Wspomaganie wirtualnej uczelni z wykorzystaniem języka PHP, (w:) W. Kwiatkowska (red.) Edukacja czytelnicza i medialna, Wydawnictwo Naukowe Uniwersytetu Mikołaja Kopernika, Toruń, 2008, s. 245-259.
- 2008 – Metody projektowe w e-learningu, [w:] T. Lewowicki, B. Siemieniecki (red.), Współczesne problemy kształcenia na odległość, Wydawnictwo Adam Marszałek, Toruń,2008, s. 241-255.
- 2008 – Hipertekstowe języki skryptowe [w:] D. Siemieniecka (red.), Współczesne konteksty edukacyjne technologii informacyjnej,
- 2008 – Czy „Ogólne założenia podręczników szkolnych” Kazimierza Sośnickiego są aktualne dla podręczników multimedialnych? [w:] Współczesne odniesienia edukacyjne do pedagogiki Kazimierza Sośnickiego, pod red. B. Siemienieckiego, Wydawnictwo Adam Marszałek, Toruń, 2009, s. 115-130.
- 2008 – Lingwistyczne teorie Noama Chomsky’ego w zastosowaniach komputerowych w pedagogice, Forum Oświatowe, 2009, nr 1(40), s. 89-104.
- 2008 – Heurystyczne metody w komputerowym rozwiązywaniu problemów [w:] W. Kwiatkowska, A. Siemińska-Łosko (red.) W kręgu edukacji informatycznej i medialnej, Wydawnictwo Adam Marszałek, Toruń, 2010, s. 223-239.
- 2008 – Instrukcja gry symulacyjnej „Zgrana Firma”, Wyższa Szkoła Bankowa, Toruń, Projekt UE, Kapitał Ludzki, 2013 s. 72.
- 2008 –  Metodyka Kształcenia On-Line w Modelu E-Advancement, Wyższa Szkoła Bankowa, Toruń, Projekt PI-PWP Gra w studia podyplomowe, Kapitał Ludzki, 2013 s. 30.